# C17orf112
C17orf112 (англ. Chromosome 17 open reading frame 112) – білок, який кодується однойменним геном, розташованим у людей на довгому плечі 17-ї хромосоми. Довжина поліпептидного ланцюга білка становить 114 амінокислот, а молекулярна маса — 12 668.
| 10         |  | 20         |  | 30         |  | 40         |  | 50         |
| ---------- |  | ---------- |  | ---------- |  | ---------- |  | ---------- |
| MYTSLKSTFV |  | AFADGRGTTE |  | SMPSPPLANS |  | NHESPVNQLG |  | NMQNMRLGPS |
| FILTGIFLGN |  | GRTEASPFFT |  | DEFALSKIFP |  | EYKRNLFGKF |  | QTNMAFSLEL |
| DPPSLLLSVV |  | LFMF       |  |            |  |            |  |            |

A: Аланін

D: Аспарагінова кислота

E: Глутамінова кислота

F: Фенілаланін

G: Гліцин

H: Гістидин

I: Ізолейцин

K: Лізин

L: Лейцин

M: Метіонін

N: Аспарагін

P: Пролін

Q: Глутамін

R: Аргінін

S: Серин

T: Треонін

V: Валін